# Wippe

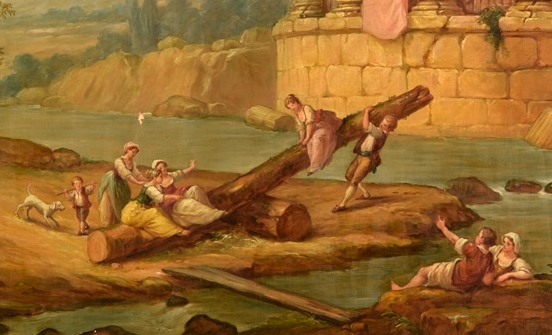
Improvisierte Wippe auf einem Gemälde des 18. oder 19. Jahrhunderts

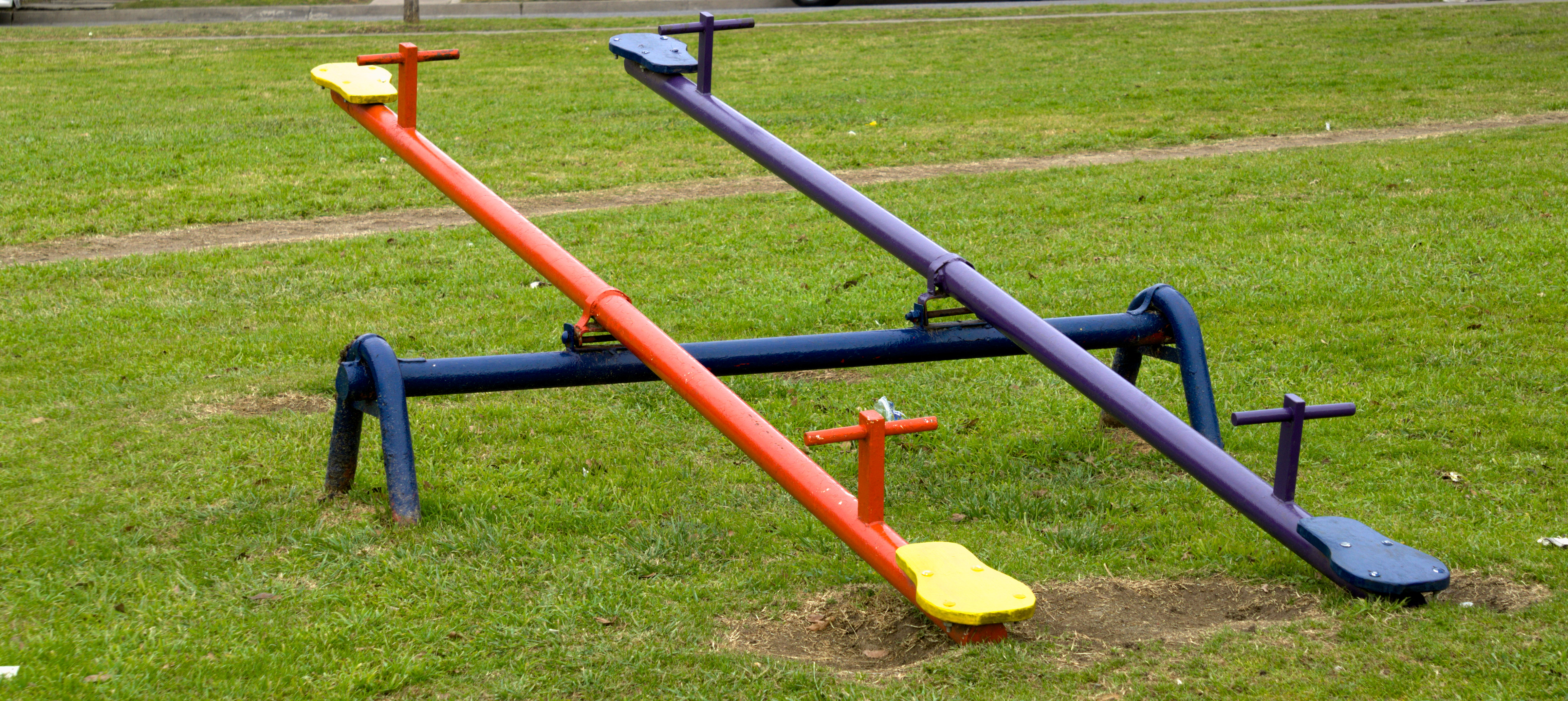
Zwei Wippen nebeneinander in klassischer Bauweise mit Sitzflächen aus Holz

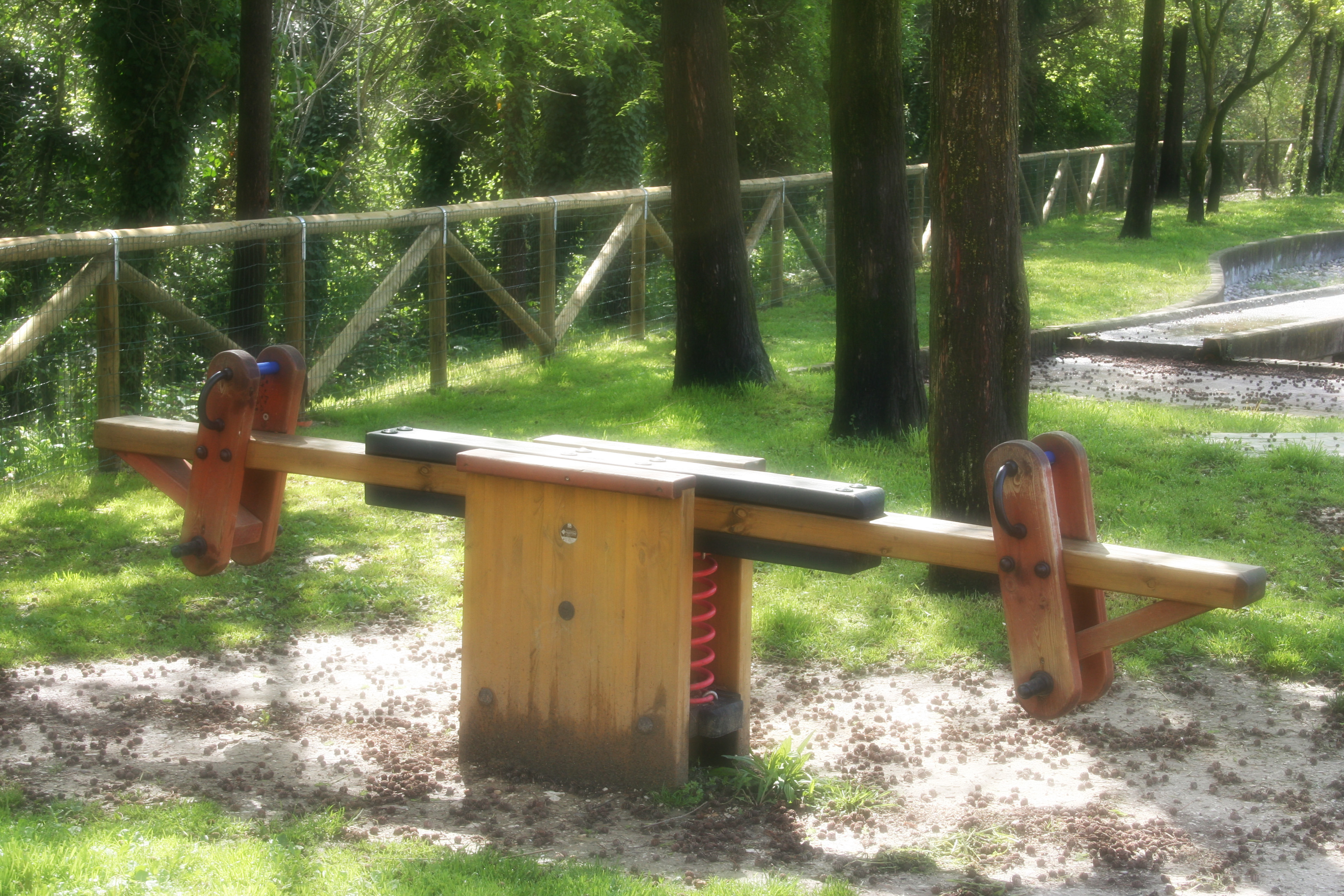
Holzwippe mit zusätzlicher Federdämpfung

Eine Wippe ist ein Schaukelgerät, zumeist auf Kinderspielplätzen.
Sie besteht aus einem niedrigen, im Boden verankerten Ständer, an dessen oberem Ende ein Querbalken um die waagerechte Achse drehbar gelagert ist. Funktionell stellt der drehbar gelagerte Balken einen symmetrischen zweiarmigen Hebel dar.
Wippen mit geringerer Höhe bestehen nur aus einem drehbaren Brett zum Auftreten, ähnlich einem Schleuderbrett im artistischen Umfeld.

## Anwendung
Benutzt wird das Spielgerät, indem sich auf jedes Ende des drehbaren Balkens ein Kind setzt (meist sind dort Sitze und Haltegriffe vorhanden). Indem sich eines der Kinder vom Boden abstößt, hebt es – mit minimalem Krafteinsatz, da vom Gewicht des anderen unterstützt – seine Seite in die Höhe. Dann stößt sich das andere Kind ab, so dass beide Kinder einander gegensinnig in die Höhe heben. Gleichschwere Spieler können, statt sich abzustoßen, auch ihren Schwerpunkt durch Vor- und Zurückbeugen des Oberkörpers verlagern und damit die Wippe in Bewegung setzen. Gewichtsungleichheiten können von weiteren Spielern ausgeglichen werden, die sich zwischen Sitz und Drehachse auf den Balken setzen oder stellen.
So ermöglicht das Gerät ein spielerisches Erkunden der Hebelgesetze. Pädagogisch gesehen werden durch das Einander-Anheben Vertrauen und Kooperation gefördert, zumal es dem jeweiligen Spieler mit Bodenberührung obliegt, mit Rücksicht auf den angehobenen Partner den Balken sanft abzubremsen und wieder zu beschleunigen, da der angehobene Spieler durch ein hartes Aufschlagen des tieferen Endes aus seinem Sitz geschleudert wird. Spieltheoretisch ist die Wippe, solange keiner der Spieler unfair handelt, ein perfektes Nullsummenspiel, da jeder Aufstieg des Mitspielers zwingend mit dem eigenen Abstieg gekoppelt ist und umgekehrt.

## Sicherheit
Wippen, die in öffentlich zugänglichen Bereichen stehen, müssen (wie auch alle anderen Spielplatzgeräte) der Spielplatzgerätenorm EN 1176 entsprechen. Vor allem muss der Boden weich genug sein, um ernsthafte Verletzungen beim Herunterfallen vom erhobenen Balkenende zu vermeiden.
In den Vereinigten Staaten sind aus Sicherheitsgründen an die Stelle der Wippen heute meist Schaukelreittiere getreten, deren Funktionsprinzip jedoch ein anderes ist.

## Gigampfi
Im süddeutschen Raum und in der Schweiz wird die Wippe auch Gigampfi genannt, darauf zu wippen nennt man gigampfen.